# Otrjadyn Gündegmaa
Otrjadyn Gündegmaa (mongolisch Отрядын Гүндэгмаа; * 23. Mai 1978 in Ulaanbaatar) ist eine mongolische Sportschützin in den Disziplinen Sportpistole und Luftpistole.
Gündegmaa nahm erstmals 1996 an Olympischen Spielen teil. Mit der Sportpistole qualifizierte sie sich für das Finale und belegte Rang 5. In Sydney vier Jahre später erreichte sie mit der Sportpistole erneut das Finale und wurde Sechste. Auch 2004 erreichte sie in Athen dasselbe Ergebnis erneut. Hinzu kommt Platz 16 mit der Luftpistole über 10 Meter. Bei den Asienmeisterschaften 2005 in Bangkok gewann Gündegmaa Bronze mit der Luftpistole. Mit der Sportpistole kam 2006 bei den Weltmeisterschaften in Zagreb Bronze mit der Sportpistole hinzu. Mit dieser verpasste die Mongolin bei den Asienmeisterschaften 2007 in Kuwait als Viertplatzierte eine weitere Medaille. Ihren größten Erfolg feierte Gündegmaa bei den Olympischen Sommerspielen 2008 in Peking, wo sie zunächst mit der Luftpistole Zwölfte wurde. Bin Wettkampf mit der Luftpistole gewann sie hinter Chen Ying aus China und vor der für Deutschland startenden früheren Mongolin Munkhbayar Dorjsuren die Silbermedaille.
Vier Mal konnte Gündegmaa bislang Weltcup-Schießen gewinnen, zweimal wurde sie Zweite und viermal Dritte.